# Марці
Марці (італ. Marzi, сиц. Marzi) — муніципалітет в Італії, у регіоні Калабрія,  провінція Козенца.
Марці розташоване на відстані близько 450 км на південний схід від Рима, 40 км на північний захід від Катандзаро, 16 км на південь від Козенци.
Населення — 985 осіб (2014).
Щорічний фестиваль відбувається 4 грудня. Покровитель — Santa Barbara.

## Демографія
Населення за роками:

Станом на 1 січня 2023 року в муніципалітеті офіційно проживало 69 іноземців з 22 країн, серед них 15 громадян країн Євросоюзу та 2 громадяни України.

## Сусідні муніципалітети
- Бельсіто
- Карпанцано
- Колозімі
- Паренті
- Патерно-Калабро
- Рольяно
- Санто-Стефано-ді-Рольяно